# Johann Baptist Eisenring
Johann Baptist Eisenring (* 12. August 1868 in Kirchberg oder in Jonschwil; † 31. Dezember 1925 in Rorschach; heimatberechtigt in Jonschwil) war ein Schweizer Jurist und ein katholisch-konservativer Politiker.

## Leben

### Familie
Johann Baptist Eisenring war der Sohn des Landwirts Peter Jakob Eisenring. In erster Ehe war er ab 1897 mit Sophie Reuthy verheiratet; ihr gemeinsamer Sohn war der spätere Jurist und Politiker Theodor Eisenring (1898–1961). In zweiter Ehe heiratete er 1924 Hedwig Witta. Seine Enkelin war die spätere erste Staatsanwältin der Schweiz Ita Maria Eisenring.

### Werdegang
Eisenring besuchte das Gymnasium (die heutige Kantonsschule Obwalden) in Sarnen und das Jesuitenkolleg Stella Matutina in Feldkirch, bevor er sich zu einem Studium der Rechtswissenschaften an der Universität Freiburg im Breisgau immatrikulierte. Das Studium setzte er an der Universität Berlin, der Universität Strassburg sowie der Universität Basel fort, und 1895 promovierte er mit der Auszeichnung magna cum laude zum Dr. jur.
Eisenring absolvierte seine Anwaltspraktika in Genf und im Advokaturbüro von Thomas Holenstein in St. Gallen und wurde Konkursbeamter und Gerichtsschreiber in Tablat bei St. Gallen. Seit 1898 war er als Rechtsanwalt in Rorschach tätig.
1906 vertrat er anderem die Besitzer einer Giesserei in Rorschach, Jacques Amstutz (1875–1960) und Frédéric Levin, sowie die Erben des verstorbenen Besitzers der Wirtschaft Zur Traube, als Kläger im Rorschacher Krawall-Prozess; Verteidiger war Johannes Huber. In diesem Prozess ging es um die Eigentumsbeschädigung während eines Streiks im September 1905 in Rorschach, bei dem die Giesserei Amstutz, Levy & Co sowie die Wirtschaft Zur Traube Schaden erlitten hatten. Arbeitskonflikte führten im September 1905 zum Rorschacher Krawall, nachdem bei dem Streik Streikbrecher aus der Westschweiz eingesetzt worden waren; der Krawall konnte nur durch Polizei und Militär unterdrückt werden.
1915 vertrat er die Gläubiger der Ostschweizerischen Genossenschaftsbank, die in Konkurs gegangen war, weil deren Vizepräsident Ernst Oberhänsli Genossenschaftsanteile für 35.000 Schweizer Franken veruntreut hatte.
Er war seit 1915 Mitglied des Kassationsgerichts und von 1908 bis zu seinem Tod Präsident des Gewerbegerichts Rorschach und 1913 Präsident der Geschäftsprüfungskommission des katholischen Kollegiums (siehe Katholischer Konfessionsteil des Kantons St. Gallen#Organisation).
Überdies sass er im Verwaltungsrats der Compagnie Ray AG in Goldach.

### Politisches und gesellschaftliches Wirken
Eisenring beteiligte sich am Aufbau von konservativen Organisationen, unter anderem dem Volksverein und verschiedener Arbeitervereine im Kanton St. Gallen. So war er Mitglied des Kantonalkomitees der katholisch-konservativen Volkspartei (siehe Christlichdemokratische Volkspartei). Im April 1925 erfolgte seine Wahl in den kantonalen Parteiausschuss.
1899 wurde er in den Gemeinderat von Rorschach gewählt und war später von 1921 bis 1925 erneut Gemeinderat. Im Januar 1925 wurde er in den Stadtrat in Rorschach gewählt.
Von 1909 bis 1925 war er St. Galler Grossrat (Vizepräsident 1920, Präsident 1921). 1923 war er Präsident der Grossratskommission, die sich bei einem Konflikt um die Verwendung des Rheinauenfonds mit den Vertretern der Rheingemeinden (siehe Alpenrheintal) um eine Einigung bemühte.
Vom 6. Dezember 1909 bis zum 1. November 1919 sass er auch im Nationalrat ein, als Nachfolger von Johann Gebhard Lutz (1835–1910). Ihm folgte Josef Scherrer (1891–1965).
Eisenring war 1900 Mitbegründer der Rorschacher Zeitung, dem Presseorgan der konservativen Partei für die Bezirke Rorschach, Tablat, Unterrheintal, Arbon und die angrenzenden Gemeinden.
Überdies wirkte er als Kirchen- und Administrationsrat.
Kurz vor seinem Tod setzte er sich für den Bau des Schweizer Studentenhauses in der Pariser internationalen Studentensiedlung Cité Internationale Universitaire de Paris ein, dessen Bau 1931 begonnen wurde.

### Mitgliedschaften
Johann Baptist Eisenring war Mitglied des Schweizerischen Studentenvereins (AKV Rauracia Basel).
Er gehörte dem Schweizerischen katholischen Volksverein an und gehörte dessen Kantonalkomitee an.
1915 wurde er zum Präsidenten des Katholischen Kollegiums gewählt.